# Csegely (numizmatika)

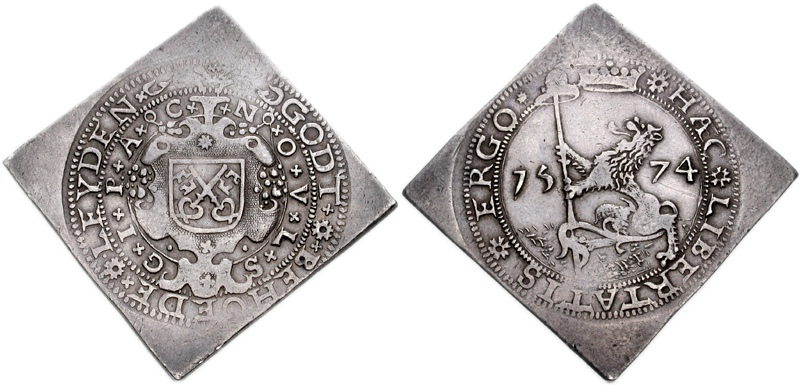
Stuiver-csegely (Leiden, 1574.)

A csegely (a szó töve feltehetőleg a ’szeglet’, ’csücsök’ jelentésű cseg szó; németül: Klippe) a szögletes fémpénz megnevezése (szemben a kerek érmével). A csegely legtöbbször négyzet, téglalap vagy trapéz alakú, de előfordulnak sokszögletű és szabálytalan darabok is. Legtöbbször aranyból vagy ezüstből készültek a forgalmi pénzek verőtöveivel. Többségük ajándékozásra szánt veret vagy emlékpénz, de lehet szükségpénz is. Az első cseglyek valószínűleg szükségpénzként kerültek forgalomba, a lapkákat idő hiányában ollóval vágták ki a fémlemezből – olykor a házi ezüstneműből. Verésük a XVII. században volt a legjellemzőbb. A magyar pénztörténetből nevezetesek I. Apafi Mihály ötvenszeres és százszoros aranyforintjai, melyek nem forgalmi célra, hanem ajándéknak készültek.